# جيونيو فيدريجيني
جيونيو فيدريجيني (1850 – 1948) هو مبارز بالسيف إيطالي راحل، مثّل بلاده في الألعاب الأولمبية الصيفية 1900.

## روابط رياضية
جيونيو فيدريجيني على موقع أوليمبيديا (الإنجليزية)